# 비류신스크

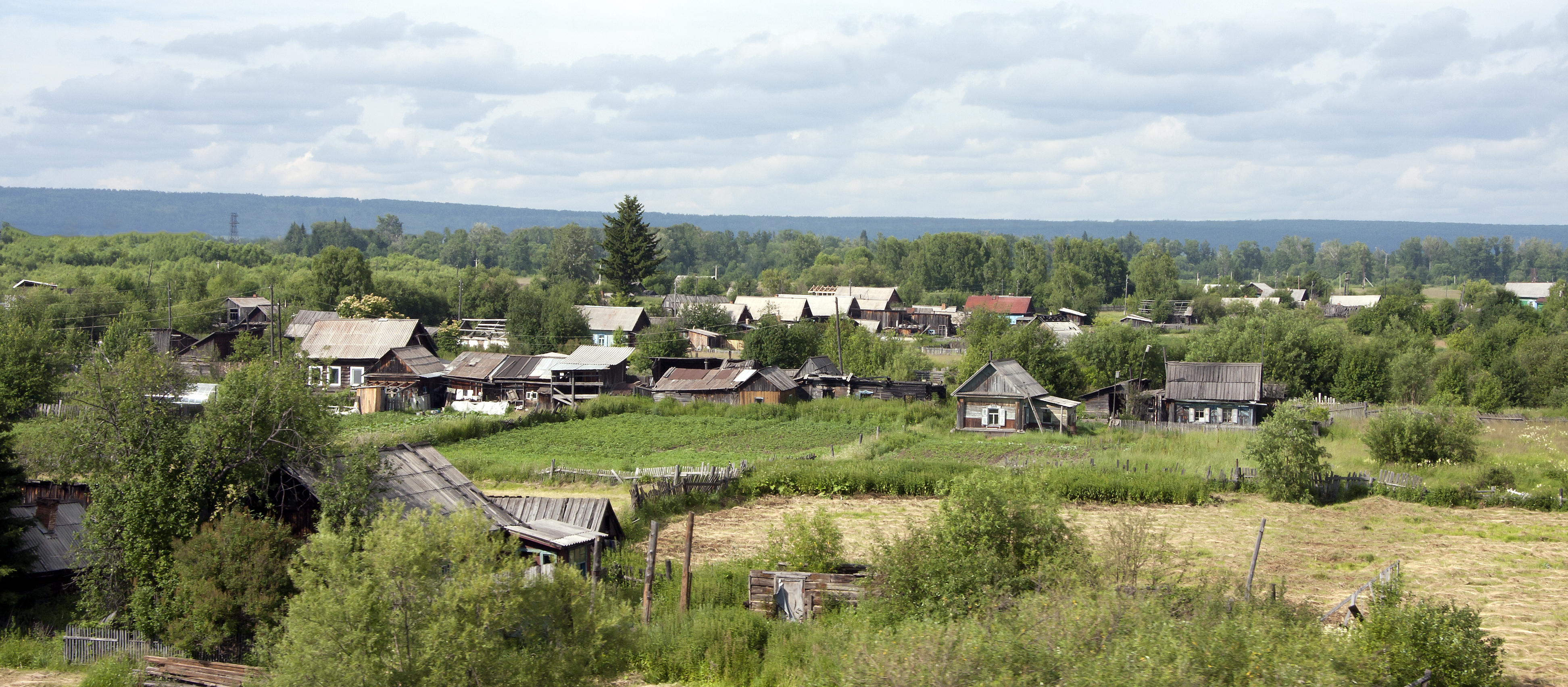
비류신스크.

비류신스크(러시아어: Бирюсинск)는 이르쿠츠크주의 도시이다. 인구는 1만 1,300명(2003년)이다.
비류사강(안가라강의 지류)이 흐르고, 682 km지점에 이르쿠츠크가, 12 km지점에 타이셰트가 위치해 있다.